# 문원경
문원경(文元京, 1949년 11월 23일 ~ , 경남 남해)은 대한민국의 공무원이다.

## 주요 경력
- 1975 : 제17회 행정고시 합격
- 1998.07 ~ 1998.12 : 행정자치부 지방행정연수원 교수부장
- 1998.12 ~ 2000.02 : 국가전문행정연수원 자치행정연수부장
- 2000.02 ~ 2001.02 : 중앙공무원교육원 교수부장
- 2001.02 ~ 2002.02 : 행정자치부 민방위재난관리국장
- 2002.02 ~ 2003.04 : 울산광역시 행정부시장
- 2003.04 ~ 2004.02 : 소청심사위원회 위원
- 2004.02 ~ 2004.06 : 행정자치부 민방위재난통제본부장
- 2004.06 : 국가전문행정연수원장
- 2004.07 : 행정자치부 차관보
- 2005.03 ~ 2005.07 : 행정자치부 지방행정본부장
- 2005.07 ~ 2006.01 : 행정자치부 제2차관
- 2006.02 ~ 2008.03 : 소방방재청장
- 안전생활실천시민연합 고문

## 학력
- 1968년 : 경남고등학교 졸업
- 1977년 : 서울대학교 물리학 학사
- 1982년 : 한양대학교 대학원 도시공학 석사
- 1992년 : 한양대학교 대학원 도시공학 박사
- 1995년 : 연세대학교 대학원 경제학 석사
- 2003년 : 성균관대학교 대학원 경제학 박사

## 참고
| 전임 권오룡 (행정자치부 차관) | 제8대 행정자치부 제2차관 2005년 7월 22일 ~ 2006년 1월 31일 | 후임 장인태 |

| 전임 권욱 | 제2대 대한민국의 소방방재청장 2006년 2월 1일 ~ 2008년 3월 7일 | 후임 최성룡 |